# Aulet
Aulet es un despoblado situado en el valle del Noguera Ribagorzana  en el límite entre Aragón y Cataluña  en la comarca de Ribagorza y perteneciente a la provincia de Huesca. Situado sobre una loma cerca del pantano de Escales. 

## Historia
Aparece documentado por primera vez el 30 de agosto del 851 en el cartulario del Monasterio de Alaón, donde aparece citado como Avoleto ya que se trataba de un punto defensivo considerable, siendo su castillo un refuerzo para evitar incursiones desde el sur.
En 1910 llega a su pico máximo de población con 127 habitantes, iniciándose ahí el declive en las siguientes décadas hasta perder el total de la población a finales de los años 70debido a la construcción del embalse de Escales.

## Economía
Su economía se sustentaba principalmente en la producción de trigo y cebada  ya que el terreno era principalmente de secano, aunque si que existieron alunas huertas alrededor del pueblo ya que se regaban con el agua del llamado barranco de Aulet".

## Patrimonio
- Iglesia parroquial en honor de San Clemente, construida en el XVII. Consta de una sola nave de planta rectangular con una sacristía añadida posteriormente y una torre que actualmente está completamente cubierta por hiedra.[1] Se encuentra en bastante mal estado.[2]
- Ermita de San Clemente.
- Ermita de San Saturnino o San Serní. Construida en el siglo XII con planta rectangular, bóveda de cañon y cabecera semicircular, cubierta a dos aguas con tejado de tejas. La entrada se realiza por el lateral del mediodía.[3]
- Ermita de la Virgen de la Roca Mora, construida en el XIII. Tiene una sola nave rectangular con un pequeño presbiterio y un ábside semicircular y cubierto con una bóveda de medio cañón apuntado. recientemente restaurada.[1]